# غزيل (اسم)
غزيل هو اسم علم مذكر من أصل عربي، ومعناه هو تصغير للغزل.

## وصلات خارجية
- موسوعة السلطان قابوس لأسماء العرب نسخة محفوظة 5 أبريل 2019 على موقع واي باك مشين.